# رافائل جاکوئز
رافائل جاکوئز (به پرتغالی: Rafael Jaques) مهاجم اهل برزیل است که در شهر پورتو الگره و در تاریخ ۱۱ سپتامبر ۱۹۷۵ به دنیا آمده‌است.
رافائل جاکوئز در تیم‌های فوتبال Grêmio سابقهٔ حضور دارد.